# San Ignacio Cerro Gordo
San Ignacio Cerro Gordo es una localidad del estado mexicano de Jalisco, cabecera del municipio homónimo.

## Geografía
La ciudad de San Ignacio Cerro Gordo se encuentra en la ubicación 20°44′45″N 102°32′6″O / 20.74583, -102.53500, a una altura aproximada de 2000 m s. n. m. La zona urbana ocupa una superficie de 3.115 km².
La localidad perteneció al municipio de Arandas hasta marzo de 2007.
Los barrios adyacentes de Rancho la Mora y El Mirador se fusionaron con San Ignacio Cerro Gordo en 2009 y 2014 respectivamente.

## Demografía
Según los datos registrados en el censo de 2020, la población de San Ignacio Cerro Gordo es de 10 521 habitantes, lo que representa un crecimiento promedio de 0.69% anual en el período 2010-2020 sobre la base de los 9835 habitantes registrados en el censo anterior. Al año 2020 la densidad poblacional era de 3377 hab/km².
| Gráfica de evolución demográfica de San Ignacio Cerro Gordo entre 2000 y 2020 |
|                                                                               |
| Fuente: Instituto Nacional de Estadística Geografía e Informática             |

En 2020 el 47.9% de la población (5037 personas) eran hombres y el 52.1% (5484 personas) eran mujeres. El 60.9% de la población, (6387 personas), tenía edades comprendidas entre los 15 y los 64 años.
La población de San Ignacio Cerro Gordo está mayoritariamente alfabetizada, (4.26% de personas mayores de 15 años analfabetas, según relevamiento del año 2020), con un grado de escolaridad en torno a los 7 años. 

El 99.3% de los habitantes de San Ignacio Cerro Gordo profesa la religión católica.
En el año 2010 estaba clasificada como una localidad de grado medio de vulnerabilidad social. Según el relevamiento realizado, 4388 personas de 15 años o más no habían completado la educación básica, —carencia conocida como rezago educativo—, y 4472 personas no disponían de acceso a la salud.